# Schambyl (Gebiet)
Das Gebiet Schambyl (kasachisch Жамбыл облысы Schambyl oblyssy, russisch Жамбылская область Schambylskaja oblast; bis 1993 Джамбулская область Dschambulskaja oblast) ist ein Oblys in Kasachstan. Sie liegt im Süden des Landes  an der Grenze zu Kirgisistan. Die Hauptstadt ist Taras, früher ebenfalls Schambyl, nach dem kasachisch-sowjetischen Dichter und Akyn Schambyl Schabajew.

## Geografie

### Geografische Lage
Das Gebiet Schambyl liegt im Süden des Landes. Es grenzt im Westen an das Gebiet Türkistan, im Norden an die Gebiete Ulytau und Qaraghandy sowie im Osten an das Gebiet Almaty. Seine Südgrenze bildet zugleich die Staatsgrenze zu Kirgisistan. Das Gebiet ist größtenteils durch Wüsten geprägt, die schwach besiedelt sind. Im Norden bestimmt die Hungersteppe, auch Betpaqdala genannt, das Erscheinungsbild. Diese ist eine steppenartige Halbwüste, die durch das Tal des Flusses Schu von der weiter südlich gelegenen Wüste Mujunkum getrennt wird. Im Südwesten erstreckt sich an der Grenze zum Gebiet Türkistan der Qaratau, ein nordwestlicher Ausläufer des Tianshan. Der Osten des Gebiets ist geprägt durch das Schu-Ili-Gebirge, dessen Berghänge größtenteils von Wüsten- und Steppenlandschaft bedeckt sind. Im Süden an der kasachisch-kirgisischen Grenze erhebt sich der Kirgisische Alatau, an dessen Fuß sich die meisten größeren Städte und Siedlungen befinden.

### Nachbarstaaten und Gebiete
| Ulytau    | Qaraghandy  |        |
| Türkistan |             | Almaty |
|           | Kirgisistan |        |

## Bevölkerung

### Einwohnerentwicklung
| Zensusjahr | Einwohner |
| ---------- | --------- |
| 1939       | 321.650   |
| 1959       | 561.546   |
| 1970       | 794.320   |
| 1979       | 933.426   |
| 1989       | 1.048.546 |
| 1999       | 988.840   |
| 2009       | 1.020.791 |
| 2021       | 1.199.259 |

### Demografie
Im Gebiet Schambyl leben etwa 1,2 Millionen Menschen (Schätzung 2023). Rund drei Viertel der Bevölkerung sind heute Kasachen, zehn Prozent sind Russen und fünf Prozent sind Dunganen, eine muslimisch-chinesische Minderheit, die gegen Ende des 19. Jahrhunderts aus China nach Zentralasien eingewandert war. Der Großteil der Dunganen siedelt heute im Bezirk Qordai. Besonders seit dem Ende der Sowjetunion und der Unabhängigkeit Kasachstans ist die russische Bevölkerung stark zurückgegangen, von einst 27 Prozent bei der Volkszählung 1989 auf nur mehr zwölf Prozent bei der letzten Volkszählung 2009. Im Gebiet Schambyl gab es bis Anfang der 1990er Jahre auch eine große Anzahl an Russlanddeutschen, die mit einer Anzahl von 70.000 Menschen einen Anteil von gut sieben Prozent an der Gesamtbevölkerung hatten. Heute leben nur noch rund 7.100 Deutsche im Gebiet, womit sie weniger als ein Prozent der Bevölkerung stellen.
| Volksgruppe     | VZ 1989 | VZ 1989 | VZ 1999 | VZ 1999 | VZ 2009 | VZ 2009 | VZ 2021 | VZ 2021 |
| Volksgruppe     | Anzahl  | %       | Anzahl  | %       | Anzahl  | %       | Anzahl  | %       |
| --------------- | ------- | ------- | ------- | ------- | ------- | ------- | ------- | ------- |
| Kasachen        | 507.302 | 48,84 % | 640.346 | 64,76 % | 729.675 | 71,39 % | 891.262 | 74,31 % |
| Russen          | 275.424 | 26,52 % | 179.258 | 18,13 % | 122.612 | 12,00 % | 87.965  | 7,33 %  |
| Dunganen        | 23.555  | 2,27 %  | 30.333  | 3,07 %  | 43.282  | 4,23 %  | 58.063  | 4,84 %  |
| Türken          | 17.145  | 1,65 %  | 24.823  | 2,51 %  | 29.820  | 2,92 %  | 29.615  | 2,47 %  |
| Usbeken         | 21.512  | 2,07 %  | 22.501  | 2,28 %  | 24.491  | 2,40 %  | 28.992  | 2,42 %  |
| Aserbaidschaner | 11.653  | 1,12 %  | 10.593  | 1,07 %  | 10.781  | 1,05 %  | 18.534  | 1,55 %  |
| Kurden          | 8.796   | 0,85 %  | 10.855  | 1,10 %  | 13.322  | 1,30 %  | 15.100  | 1,26 %  |
| Kirgisen        | 5.279   | 0,51 %  | 4.966   | 0,50 %  | 7.465   | 0,73 %  | 11.660  | 0,97 %  |
| Ukrainer        | 36.003  | 3,43 %  | 33.903  | 3,43 %  | 10.013  | 0,98 %  | 9.841   | 0,82 %  |
| Koreaner        | 13.360  | 1,29 %  | 14.000  | 1,42 %  | 9.964   | 0,97 %  | 9.821   | 0,82 %  |
| Tataren         | 16.618  | 1,60 %  | 12.576  | 1,27 %  | 9.263   | 0,91 %  | 9.590   | 0,80 %  |
| Deutsche        | 69.427  | 6,62 %  | 70.150  | 7,09 %  | 11.394  | 1,12 %  | 7.098   | 0,59 %  |

### Religionen
Nach der Volkszählung von 2021 sind etwa 85 Prozent der Einwohner des Gebietes Schambyl Muslime. Daneben gibt es eine große christliche Minderheit von etwa acht Prozent. Der überwiegende Teil davon bekennen sich zum orthodoxen Christentum, nur ein verschwindend geringer Teil sind Katholiken und Protestanten. Etwa 1,2 Prozent der Menschen gaben an, nicht gläubig zu sein und rund sieben Prozent der Bevölkerung machten bei der Volkszählung keine Angaben über ihre Religionszugehörigkeit.

### Größte Orte
Die größten Orte des Gebietes Schambyl sind (Stand: 2021):
| Nr. | Ort       | Einwohner |
| --- | --------- | --------- |
| 1   | Taras     | 418.368   |
| 2   | Schu      | 44.814    |
| 3   | Qordai    | 38.012    |
| 4   | Sarykemer | 32.043    |
| 5   | Qaratau   | 28.045    |

| Nr. | Ort         | Einwohner |
| --- | ----------- | --------- |
| 6   | Schangatas  | 25.018    |
| 7   | Töle Bi     | 19.771    |
| 8   | Sortöbe     | 19.458    |
| 9   | Qulan       | 18.572    |
| 10  | Massantschi | 17.631    |

## Politik und Verwaltung

### Verwaltungsgliederung
Das Gebiet ist in zehn Bezirke (kasachisch Аудан Audan; russisch Район Rajon) unterteilt. Das Verwaltungszentrum Taras stellt einen eigenen Stadtkreis dar. Weitere Ort mit dem Status einer Stadt sind Qaratau, Schangatas und Schu.

Administrative Gliederung des Gebietes Schambyl

| Audan                 | Fläche [km²] | Einwohner | Verwaltungssitz       |
| --------------------- | ------------ | --------- | --------------------- |
| Baisaq                | 4.500        | 106.509   | Sarykemer             |
| Merki                 | 7.100        | 88.276    | Merki                 |
| Mojynqum              | 50.400       | 27.940    | Mojynqum              |
| Qordai                | 8.973        | 157.617   | Qordai                |
| Saryssu               | 31.300       | 43.480    | Schangatas            |
| Schambyl              | 4.300        | 88.175    | Assa                  |
| Schu                  | 12.000       | 105.510   | Töle Bi               |
| Schualy               | 4.200        | 54.188    | Bauyrschan Momyschuly |
| Talas                 | 12.200       | 48.151    | Qaratau               |
| Taras (Stadt)         |              | 435.942   | Taras                 |
| Turar Rysqulow        | 10.500       | 66.725    | Qulan                 |
| Stand: 1. Januar 2025 |              |           |                       |

### Äkim (Gouverneur)
Liste der Gouverneure (kasachisch Әкім, Äkim) des Gebietes Schambyl seit 1992:
| Nr. | Name                  | Amtszeit (Beginn) | Amtszeit (Ende)   |
| --- | --------------------- | ----------------- | ----------------- |
| 1   | Ömirbek Bäigeldi      | 12. Februar 1992  | 6. Oktober 1995   |
| 2   | Amalbek Tschanow      | 6. Oktober 1995   | 20. Januar 1998   |
| 3   | Sarybai Qalmyrsajew   | 21. Januar 1998   | 17. Februar 1999  |
| 4   | Serik Ümbetow         | 17. Februar 1999  | 14. Mai 2004      |
| 5   | Böribai Scheksembin   | 14. Mai 2004      | 30. November 2009 |
| 6   | Qanat Bosymbajew      | 30. November 2009 | 30. Dezember 2013 |
| 7   | Kärim Kökirekbajew    | 30. Dezember 2013 | 10. Januar 2018   |
| 8   | Asqar Myrsachmetow    | 10. Januar 2018   | 10. Februar 2020  |
| 9   | Berdibek Saparbajew   | 10. Februar 2020  | 7. April 2022     |
| 10  | Nurschan Nurschigitow | 7. April 2022     | 4. September 2023 |
| 11  | Jerbol Qaraschökejew  | 5. September 2023 | amtierend         |

## Persönlichkeiten
- Ravil Tagir (* 2003), Fußballspieler
- Viktor Krieger (* 1959), deutscher Historiker[7]